# 291
Спільне правління імператора Діоклетіана і Максиміана у Римській імперії. У Китаї править династія Західна Цзінь, в Японії триває період Ямато. У Персії править династія Сассанідів.
На території лісостепової України Черняхівська культура. У Північному Причорномор'ї готи й сармати.

## Події
- У Китаї після смерті засновника династії Західна Цзінь почалася війна восьми принців.
- Зникла Конфедерація Махан

## Народились
- Святий Іларіон Великий
- Свята Агнеса
- Свята Філомена (дата приблизна)